# Copidognathus curtus
Copidognathus curtus is een mijtensoort uit de familie van de Halacaridae. De wetenschappelijke naam van de soort is voor het eerst geldig gepubliceerd in 1912 door Hall.